# Metagyndes trifidus
Metagyndes trifidus is een hooiwagen uit de familie Gonyleptidae.